# Совето (река)
Река Совето (рум. Râul Soveto) или Река Советул (рум. Râul Sovetul) притока је Уж у Румунији.
Извире на планини Мунти Киукули, тече кроз румунски округ Харгита и улијева се у реку Уж, код места Ваља Ужулуј.